# Зеленоголовая иволга
Зеленоголовая иволга (лат. Oriolus chlorocephalus) — вид певчих птиц семейства иволговых.
Вид является обычным и достаточно распространённым в Кении и Танзании. Встречается также в Малави и Мозамбике. Вид обитает в тропических и субтропических дождевых лесах.
Длина тела составляет около 24 см, вес в среднем 65 г. Голова, спина и грудь оливково-зелёного цвета, брюхо жёлтое, клюв и глаза красно-коричневые, ноги синие.
Гнездо, сооружённое из травы и коры, располагается в кроне дерева на высоте около 10 метров, который помогает защитить от хищников. Самка откладывает 2—3 яйца. Инкубационный период длится в среднем 17 дней, птенцы остаются в гнезде в течение приблизительно 15—17 дней.
Питается в основном насекомыми (саранча, муравьи, бабочки, осы, пчёлы), а также плодами. Поиск корма ведёт на земле или в нижнем ярусе леса.
Международный союз орнитологов выделяет 3 подвида:
- O. chlorocephalus amani — юго-восточная Кения и восточная Танзания
- О. chlorocephalus chlorocephalus — Малави и центральный Мозамбик
- О. chlorocephalus speculifer — южный Мозамбик